# Grand Prix de Dieppe

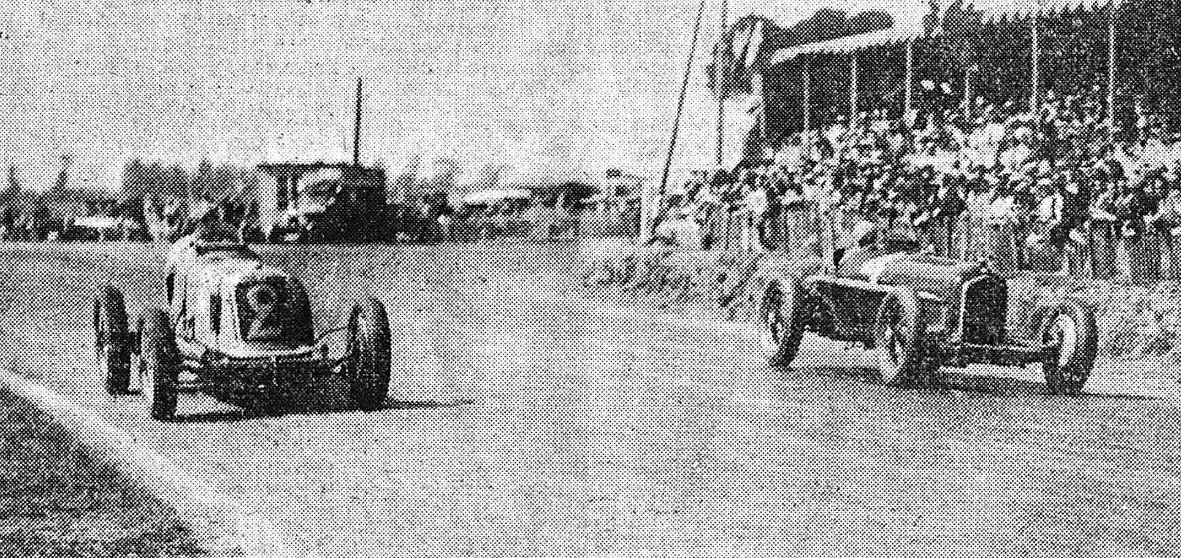
Grand Prix de Dieppe 1934: links der Sieger Philippe Étancelin (Maserati 8CM), rechts Marcel Lehoux (Alfa Romeo Tipo B).

Der Grand Prix de Dieppe (auch Grand Prix automobile de Dieppe; deutsch: Großer Preis von Dieppe) war eine Automobilrennsportveranstaltung, die zwischen 1929 und 1935 insgesamt siebenmal in der Nähe der französischen Stadt Dieppe in der Normandie ausgetragen wurde.

## Strecke

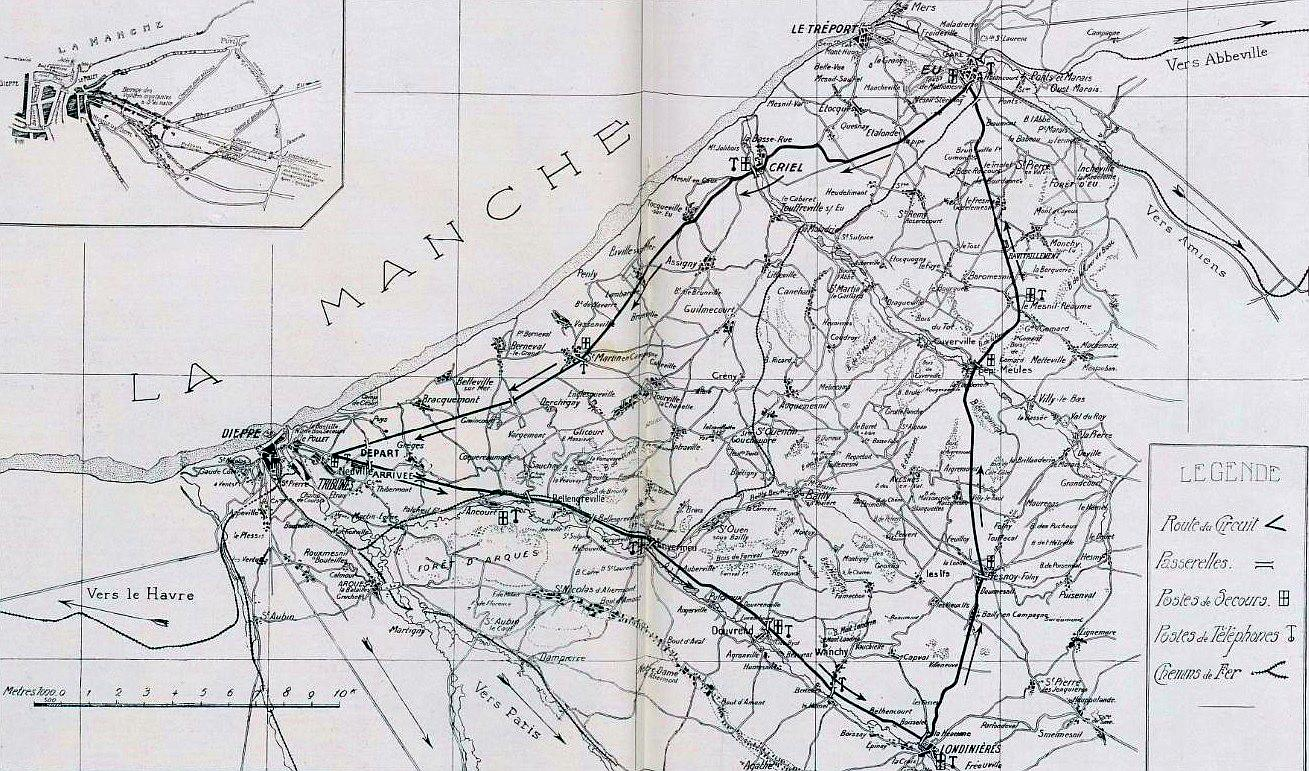
Plan des Circuit de Dieppe für den Großen Preis von Frankreich 1908

Die genutzte Strecke, der Circuit de Dieppe, hatte eine dreieckige Form, eine Länge von etwas mehr als acht Kilometern und lag etwa drei Kilometer südlich des Stadtzentrums von Dieppe. Sie bestand aus öffentlichen Straßen, die für die Rennveranstaltungen gesperrt wurden.

## Geschichte
Die Stadt Dieppe verfügte bereits vor der Austragung des Grand Prix de Dieppe über eine lange Motorsporttradition. 1897 war die Stadt Zielort des Rennens Paris–Dieppe. Damals siegte Jamin auf Léon Bollée. 1907, 1908 und 1912 veranstaltete der Automobile Club de France (ACF) auf dem Circuit de Dieppe den Großen Preis von Frankreich. Sieger waren Felice Nazzaro (Fiat), Christian Friedrich Lautenschlager bzw. Georges Boillot (beide Mercedes).
Der erste Grand Prix de Dieppe fand am 7. Juli 1929 statt. Das Rennen war für die Formula Libre, Voiturettes, Cyclecars ausgeschrieben. Nach 25 Runden und ca. 200 km Renndistanz siegte René Dreyfus auf einem privat eingesetzten Bugatti T35B.
In den Folgejahren wurde der Grand Prix de Dieppe in verschiedenen Formaten ausgetragen – unter anderem über drei und vier Stunden Renndauer bzw. aus mehreren Läufen bestehend – und lockte immer mehr gut betuchte, international erfolgreiche Privatfahrer an. 1932 siegte mit dem Monegassen Louis Chiron (Bugatti T51) erstmals ein Werksfahrer.
Am 22. Juli 1934 verunglückte der international bekannte Rennfahrer Jean Gaupillat beim Grand Prix de Dieppe tödlich. Er verlor kurz nach dem Start des zweiten Ausscheidungsrennens auf der Anfahrt zur Virage du Val Gosset die Kontrolle über seinen Bugatti T51 und prallte gegen einen Baum. Gaupillat zog sich schwere Kopfverletzungen zu, denen er in den Morgenstunden des folgenden Tages im Krankenhaus in Dieppe erlag.
Beim letzten Grand Prix de Dieppe, am 21. Juli 1935 gab es in dem über drei Stunden ausgetragenen Rennen einen Doppelsieg der Scuderia Ferrari, die für Alfa Romeo die Werksvertretung übernahm. Es siegte René Dreyfus vor Louis Chiron, beide auf Alfa Romeo TipoB/P3. Danach fand kein weiterer offizieller Grand Prix de Dieppe mehr statt.

## Statistik
| Auflage | Datum         | Klassen    | Sieger                          | Zweiter                        | Dritter                        | Pole-Position                    | Schnellste Rennrunde                           |
| ------- | ------------- | ---------- | ------------------------------- | ------------------------------ | ------------------------------ | -------------------------------- | ---------------------------------------------- |
| I 1     | 7. Juli 1929  | GP, VO, CC | René Dreyfus (Bugatti)          | du Pouget (Bugatti)            | Jean de l’Espée (Bugatti)      | unbekannt                        | René Dreyfus (Bugatti) und du Pouget (Bugatti) |
| II 2    | 20. Juli 1930 | GP, VO     | Marcel Lehoux (Bugatti)         | Max Fourny (Bugatti)           | du Pouget (Bugatti)            | unbekannt                        | Marcel Lehoux (Bugatti)                        |
| III 3   | 26. Juli 1931 | GP, VO     | Philippe Étancelin (Alfa Romeo) | Stanisław Czaykowski (Bugatti) | Earl Howe (Delage) 4           | unbekannt                        | Philippe Étancelin (Alfa Romeo)                |
| IV 5    | 24. Juli 1932 | GP         | Louis Chiron (Bugatti)          | W. Williams (Bugatti)          | Guy Bouriat (Bugatti)          | Jean-Pierre Wimille (Alfa Romeo) | Marcel Lehoux (Bugatti)                        |
| V       | 2. Juli 1933  | GP         | Marcel Lehoux (Bugatti)         | René Dreyfus (Bugatti)         | Stanisław Czaykowski (Bugatti) | W. Williams (Bugatti)            | Marcel Lehoux (Bugatti)                        |
| VI      | 22. Juli 1934 | GP         | Philippe Étancelin (Maserati)   | Marcel Lehoux (Alfa Romeo)     | Earl Howe (Maserati)           | Philippe Étancelin (Maserati)    | unbekannt                                      |
| VII     | 21. Juli 1935 | GP         | René Dreyfus (Alfa Romeo)       | Louis Chiron (Alfa Romeo)      | Jean-Pierre Wimille (Bugatti)  | René Dreyfus (Alfa Romeo)        | Jean-Pierre Wimille (Bugatti)                  |

| Legende   | Legende                                                                                              | Legende                                                     |
| Abkürzung | Klasse                                                                                               | Kommentar                                                   |
| --------- | --- | ----------------------------------------------------------- |
| F1        | Formel 1                                                                                             | Formel-1-Weltmeisterschaft ab 1950                          |
| F2        | Formel 2                                                                                             |                                                             |
| FL        | Formula libre                                                                                        | Fahrzeugklasse in der Regel vom Veranstalter ausgeschrieben |
| SW        | Sportwagen                                                                                           |                                                             |
| TW        | Tourenwagen                                                                                          |                                                             |
| GP        | Grand-Prix-Fahrzeuge                                                                                 |                                                             |
|           | ↓ Durchgehende graue Linien zeigen an, wann in der Geschichte auf einem neuen Kurs gefahren wurde. ↓ |                                                             |
|           | |                                                             |
|           | Einträge mit hellrotem Hintergrund waren keine Läufe zur Automobil- bzw. Formel-1-Weltmeisterschaft. |                                                             |
|           | Einträge mit gelbem Hintergrund waren Läufe zur Europameisterschaft.                                 |                                                             |

## Verweise